# Shō
Shō (jap. しょう, ショウ) – męskie imię japońskie.

## Możliwa pisownia
Shō można zapisać, używając wielu różnych znaków kanji i może znaczyć m.in.:
- 翔, „latać”[1] (występuje też inna wymowa tego imienia: Tsubasa)
- 将, „dowódca” (występuje też inna wymowa tego imienia: Masaru)
- 尚, „nadal/ciągle” (występują też inna wymowy tego imienia, np.: Hisashi, Nao, Takashi)
- 奨, „nagroda”
- 庄, „wieś”
- 晶, „krystaliczny/przejrzysty” (występuje też inna wymowa tego imienia: Akira)
- 彰, „jasny/oczywisty” (występuje też inna wymowa tego imienia: Akira)

## Znane osoby
- Show Aikawa (翔), japoński kompozytor i aktor
- Shō Endō (尚) – japoński narciarz dowolny specjalizujący się w jeździe po muldach
- Shō Hashi (尚), pierwszy władca zjednoczonego Królestwa Riukiu
- Shō Hayami (奨), japoński seiyū i piosenkarz
- Shō Sakurai (翔), członek japońskiego zespołu Arashi należącego do Johnny & Associates
- Shō Sasaki (翔), japoński badmintonista
- Shō Shin (尚), władca Riukiu, trzeci w linii królów z drugiej dynastii Shō
- Shō Suzuki, japoński skoczek narciarski
- Sho Yano, Amerykanin pochodzenia japońskiego i koreańskiego, genialne dziecko o ilorazie inteligencji wynoszącym 200 IQ

## Fikcyjne postacie
- Shō Ashikawa (ショウ), bohater anime Machine Robo Rescue
- Shō Fukamachi (晶), główny bohater mangi Bio Booster Armor Guyver
- Shō Hayate (翔) / Change Gryf, bohater serialu tokusatsu Dengeki Sentai Changeman
- Shō Kazamatsuri (将), główny bohater mangi i anime Whistle!
- Shō Marufuji (翔), bohater mangi i anime Yu-Gi-Oh! GX
- Shō Shinjo, postać z gry Battle Arena Toshinden
- Shō Tatsumi (鐘) / Go Zielony, bohater serialu tokusatsu Kyūkyū Sentai GoGoFive
- Shō Tsukioka (彰), bohater serii Battle Royale
- Shou Tucker (ショウ), bohater mangi i anime Fullmetal Alchemist